# Pau Audouard
Pour les articles homonymes, voir Audouard.
Pau Audouard, né à La Havane en 1856 et mort à Barcelone en octobre 1918, est un photographe espagnol spécialisé dans le portrait, actif à Barcelone en Catalogne.

## Biographie
Pau Audouard est le fils d'un couple français, le photographe Jean Oscar Audouard et la pianiste Jeanne Marie Léonie Déglaire ; ils se marient à Londres en 1855 et s'installent à Cuba où leur fils naît l'année suivante. Son père s'associe à Jaime Felipe Kleiger dans la société Fotografía Franco Hispano Americana. La famille quitte La Havane, s'installe un temps à New York puis gagne l'Espagne et s'installe à Barcelone en Catalogne, au début des années 1860. Leur fils cadet Lleó Audouard (ca) naît en 1865 ; il sera chirurgien-dentiste.
Pau Audouard s'oriente vers la photographie et ouvre en 1879, alors qu'il a 22 ans, un studio photographique sur les Ramblas, et adhère à la Société française de photographie, dont il sera membre jusqu'en 1894. En 1887, il installe un nouvel atelier aux no  273 et 275 de la Gran Via de les Corts Catalanes, l'axe le plus important de Barcelone, au rez-de-chaussée d'un bâtiment neuf ; le studio est fonctionnel, avec un vestibule, une salle d'attente, un bureau, le studio proprement dit, une salle de développement, ainsi que des toilettes. Audouard remporte la même année deux médailles d'or attribuées par la Real Sociedad Económica Aragonesa.

### Exposition universelle de Barcelone de 1888

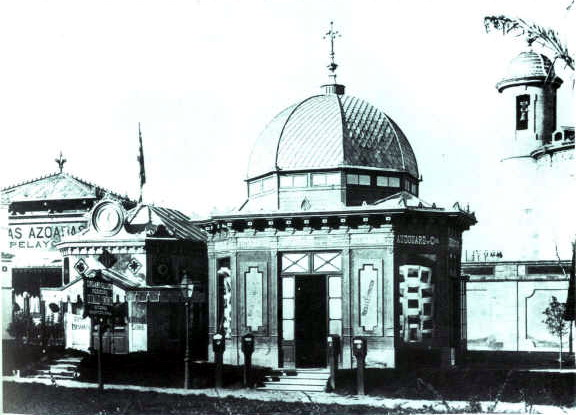
Pavillon de Pau Audouard à l'exposition universelle de 1888 à Barcelone.

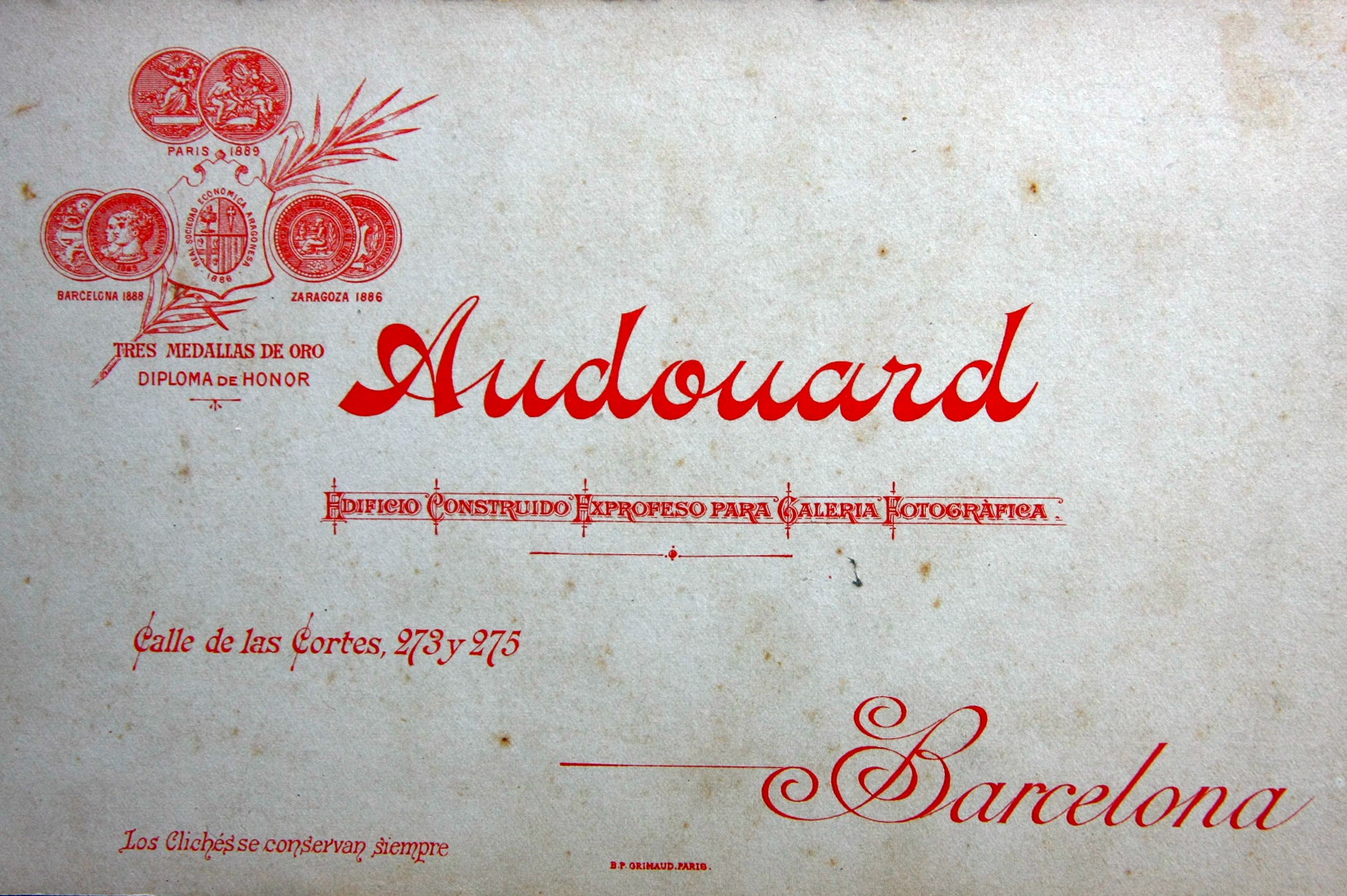
Revers d'une photo-carte de Pau Audouard, 1900.

En 1888, Audouard est nommé conjointement avec Antonio Esplugas photographe officiel pour l'Exposition universelle de Barcelone : Esplugas est chargé de photographier les personnes et les groupes présents à l'exposition ; Audouard est chargé de la photographie d'architecture (construction et le montage des pavillons) et des événements ; il détient également l'exclusivité de la vente des reproductions.  
L'Exposition universelle donne à Audouard un nouvel élan pour son travail dans son studio photographique, mais lui fournit aussi l'occasion de réaliser d'autres travaux comme la commande de la compagnie ferroviaire MZA en 1890 pour documenter les travaux d'infrastructure ferroviaire entre La Zaida et Reus. Il réalise également une série de photographies aériennes du port de Barcelone, prises à partir d'un ballon installé sur le site de l'exposition et considérées comme les premières prises de vue du port depuis les airs.

### Photographe portraitiste
En raison de l'augmentation de son travail, Audouard installe en juillet 1905 son studio photographique, désormais dénommé Audouard y Cía, dans la Casa Lleó Morera, un bâtiment moderniste construit par l'architecte Lluís Domènech i Montaner. Le studio est aménagé avec grand luxe par les meilleurs artistes modernistes catalans de l'époque ; le dramaturge et scénographe Adrià Gual (ca) réalise l'entrée avec une vitrine et deux tapisseries ; le sculpteur Alfons Juyol (es) et l'ébéniste Joan Busquets (es) en réalisent le décor, le peintre Antoni Rigalt (es) les vitraux et Gaspar Homar (es) la marquetterie. Le nouveau studio bénéficie de la nouveauté technologique de l'éclairage électrique,,. Audouard en organise l'inauguration le 6 juillet 1905. Le studio remporte cette même année le second prix du Concours annuel de construction organisé par la ville de Barcelone. son entreprise, avec celle d'Antonio Esplugas et la Compañía fotográfica Napoleón, est l'une des plus importantes de Catalogne.
Le portrait est la principale source de revenus d'Audouard, comme il le décrit dans une interview intitulée La profesión de fotógrafo accordée à la revue Graphos ilustrado en juin 1906 : 
« Mi profesión es sumamente personal y monótona al mismo tiempo. Empieza el día con el retrato de la rubicunda doña Josefa; luego el niño de teta en camiseta; la niña de primera comunión; el clásico grupo de familia, el papá, la mamá y los cuatro chiquillos, el más pequeño de dos meses. Luego la pareja de novios, y así sucesivamente transcurre el día, y al siguiente otra tanda de trabajos por el estilo. A todo esto haga usted obras de arte y enseñe pruebas de todos cuantos clichés obtenga. En cambio el amateur elige sus modelos, trabaja cuando se siente artista, hace sus clichés cuando y donde quiere. Enseña sólo los buenos y rompe los malos. Nada, que a mí me gustaría más, mucho más, ser aficionado. »
« Mon métier est à la fois très personnel et monotone. La journée commence par le portrait de la blonde Doña Josefa, puis du bébé au sein en chemise, de la jeune fille qui fait sa première communion, du groupe familial classique, du père, de la mère et des quatre petits, dont le plus jeune a deux mois. Puis les mariés, et ainsi de suite tout au long de la journée, et le lendemain un autre lot d'œuvres similaires. De tout cela, on fait des œuvres d'art et on montre des preuves de tous les clichés que l'on peut obtenir. L'amateur, quant à lui, choisit ses modèles, travaille quand il se sent artiste, fait ses clichés quand et où il veut. Il ne montre que les bons et casse les mauvais. Rien, j'aimerais plus, beaucoup plus, être un amateur. »
Il travaille dans son studio jusqu'en 1915, date à laquelle il devient, pour une raison inconnue, le directeur artistique du studio photographique d'un grand magasin de Barcelone Almacenes El Siglo (es).

### Photographe de théâtre
Audouard s'intéresse au théâtre ; il est ami du dramaturge et scénographe Adrià Gual (ca). Le 10 mars 1903, il participe comme figurant à une représentation d'Œdipe roi de Sophocle au Teatro Novedades, représentation à laquelle participe également Eugenio d'Ors. En 1908, il est nommé photographe officiel de la Nova Empresa de Teatre Català fondée par Gual, ce qui lui donne le droit exclusif de photographier les acteurs de manière libre et créative ; il réalise ainsi une série de portraits des principaux acteurs catalans de l'époque. Entre 1911 et 1913, il écrit plusieurs pièces de théâtre sous le pseudonyme de Joan Aler,.
Il meurt à Barcelone en octobre 1918.

## Publications
- Montserrat, Barcelone, Hermenegildo Miralles, 1896 : 32 photographies de l'abbaye de Montserrat ; les plaques de verre originales sont conservées à la Bibliothèque de Catalogne à Barcelone[14].
- Álbum fotográfico del Puerto de Barcelona, 1896.

### Sous le pseudonyme de Joan Aler
- (ca) Cria Corbs! ... Quadro dramàtic, Barcelone, Aveli Artis, 1912, 22 p.
- (ca) Las Unces. Quadre dramatic, Barcelone, Aveli Artis, 1913 (Lire en ligne).

## Collections
- Archives photographiques de Barcelone.
- Bibliothèque de Catalogne, Barcelone[15].

## Expositions
- février - avril 1990 : Registres fotografies d'Audouard i A. Esplugas, Sala Arcs, Fondation La Caixa, Barcelone[16].
- 3 juin - 31 juillet 1998 : Amadeu (ca) i Audouard : fotografies d'escena, Palais de la Virreina, Barcelone[11].
- 8 juin - 15 septembre 2013 : Audouard i Amadeo : fotografies d'escena, Palau Solterra, Torroella de Montgrí[17].
- 7 juin - 7 août 2018 : Pau Audouard: el fotógrafo artista, Bibliothèque de Catalogne, Barcelone[18].

## Galerie

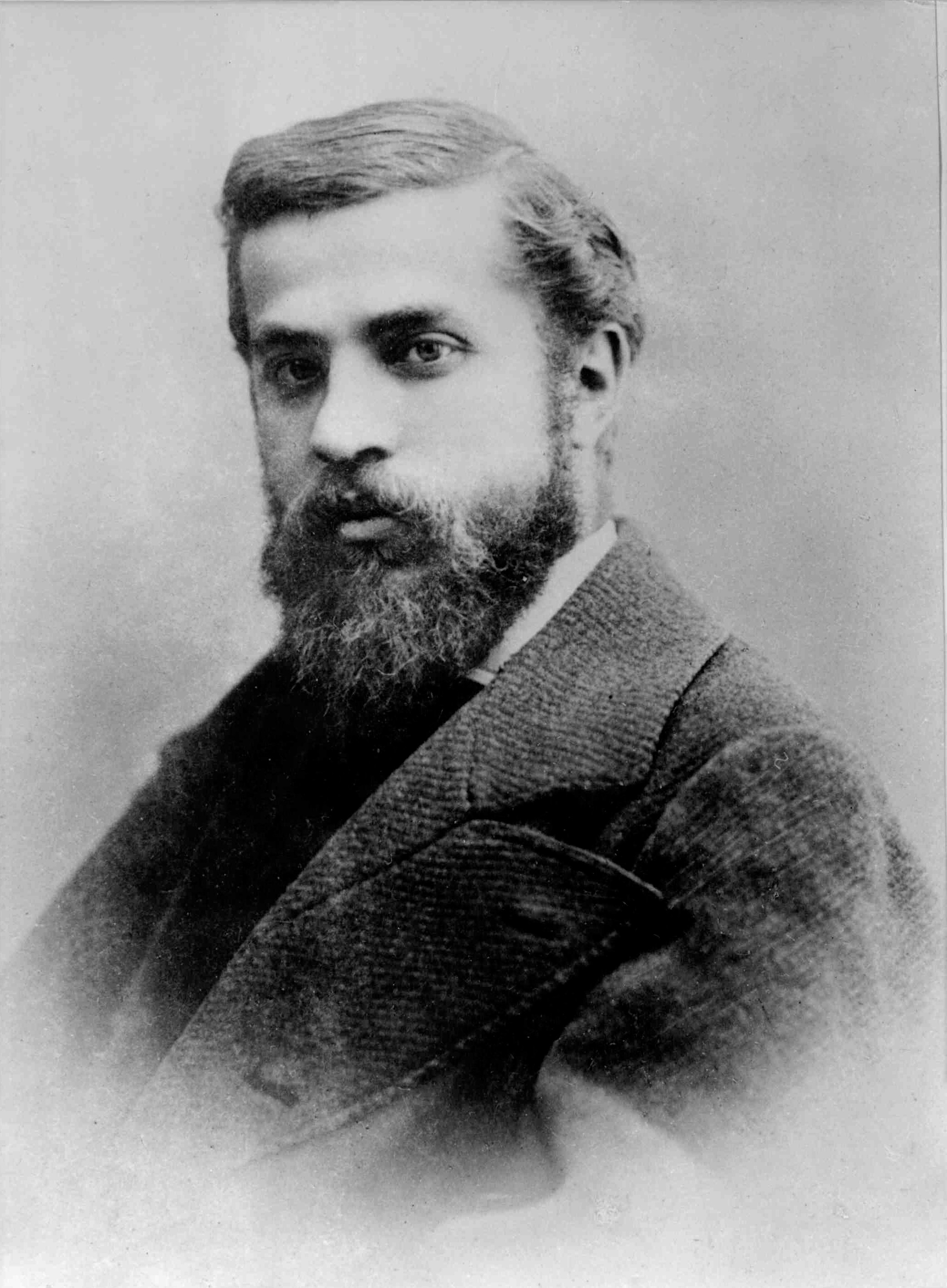
L'architecte Antoni Gaudí, 15 mars 1878.
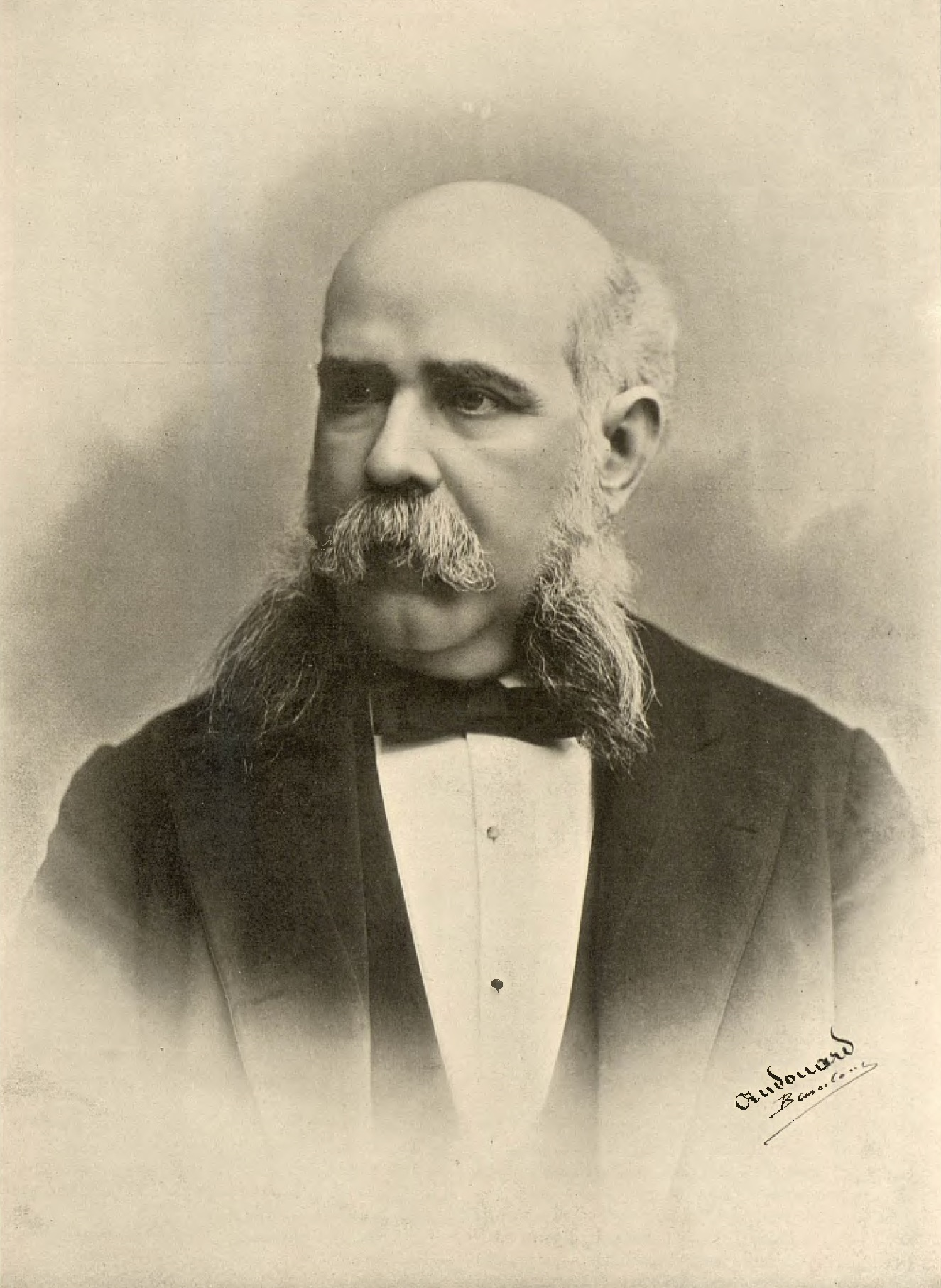
Francisco de Paula Rius i Taulet, maire de Barcelone et député, 1888.
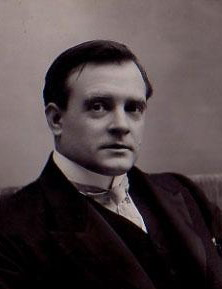
L'acteur Enric Borrás, vers 1900.
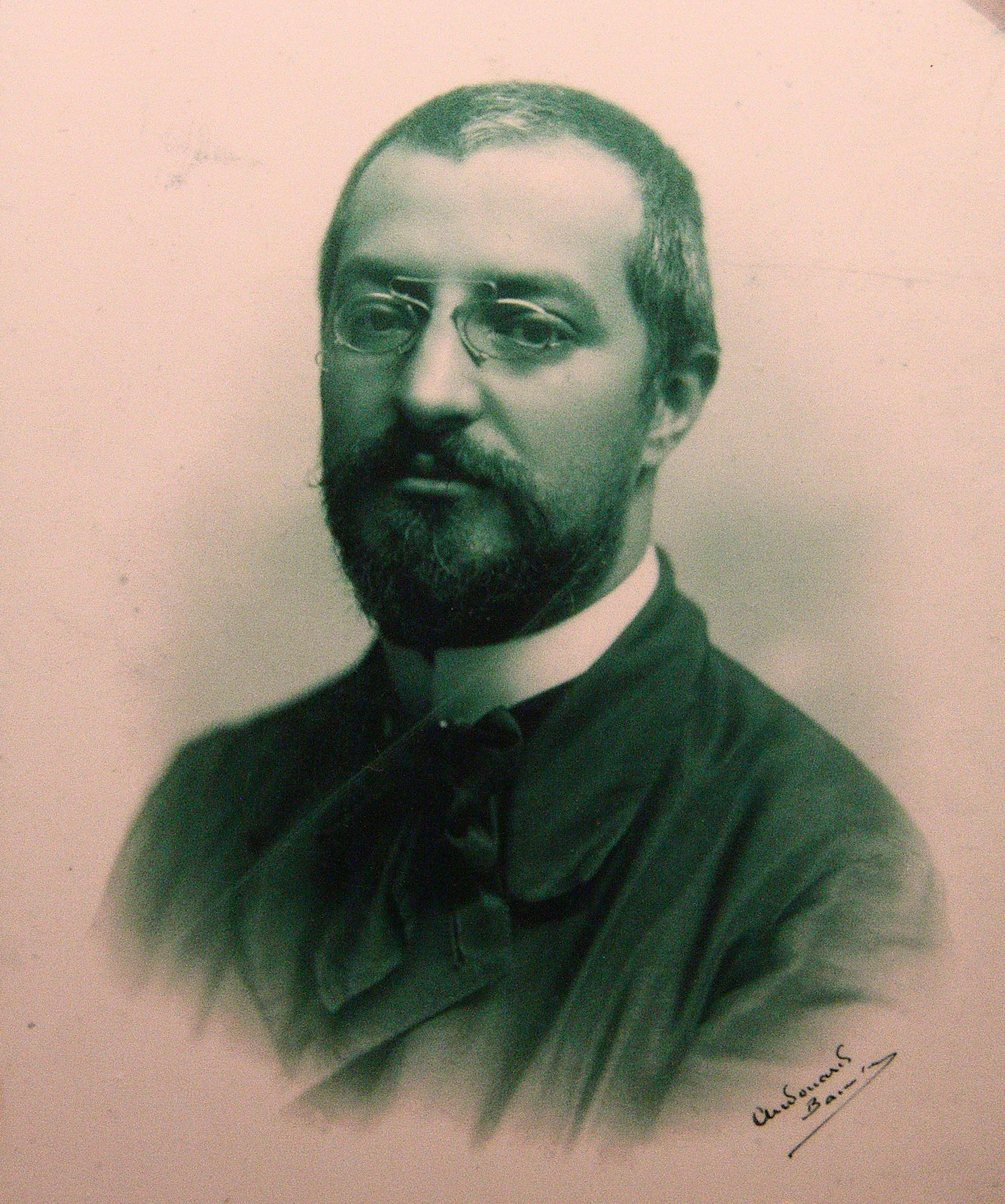
L'architecte Josep Puig i Cadafalch, vers 1900.
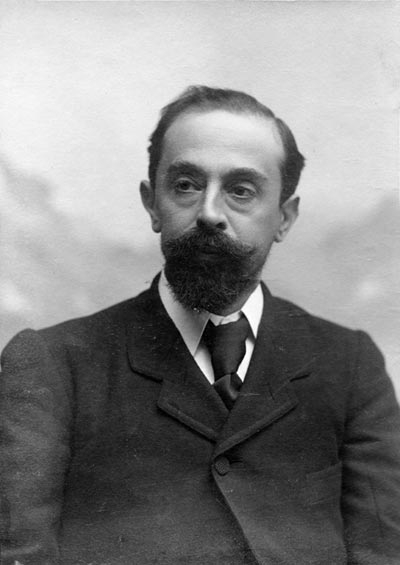
Le poète Joan Maragall, 1903.
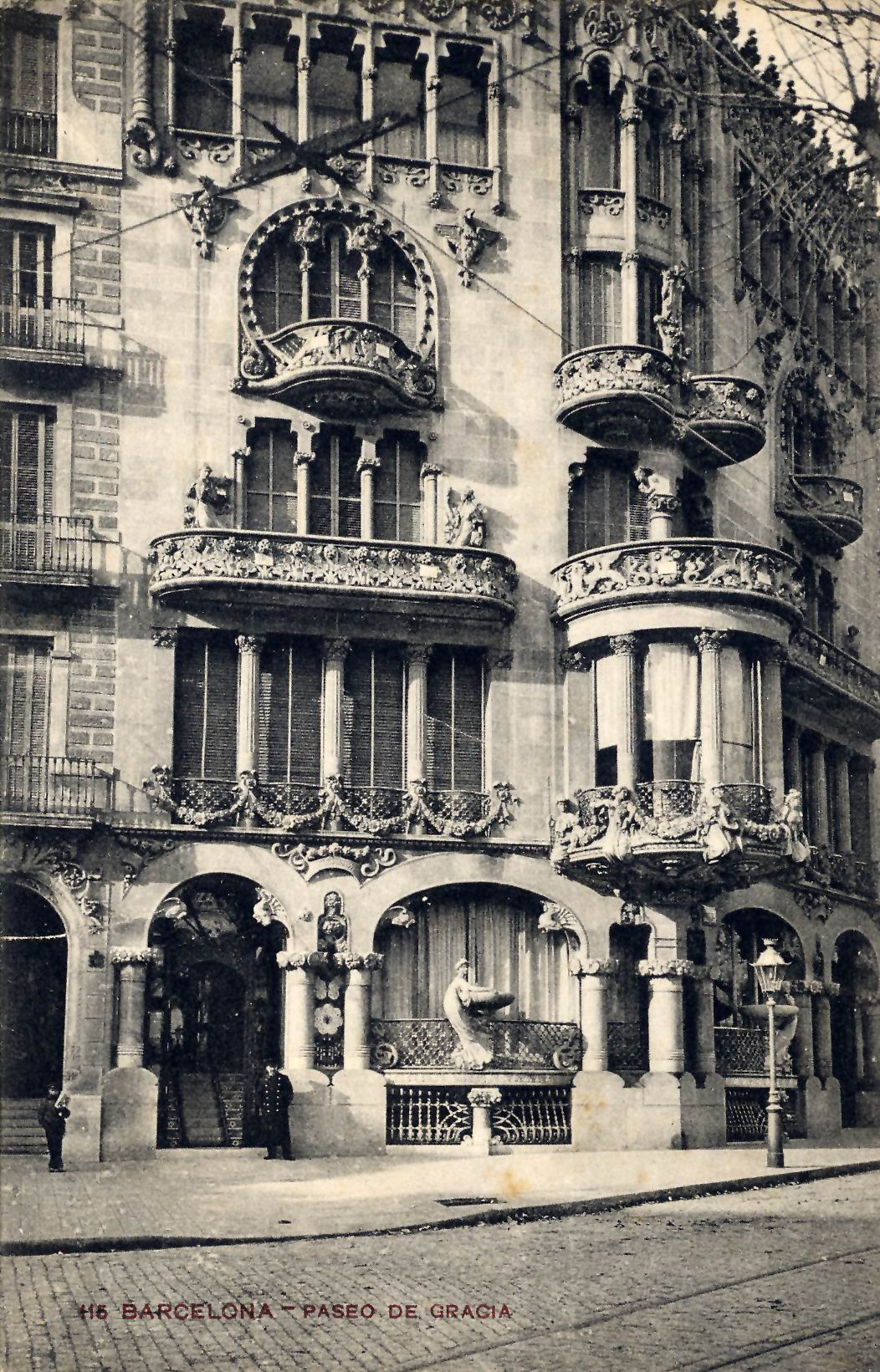
La Casa Lleó Morera à Barcelone, vers 1903.
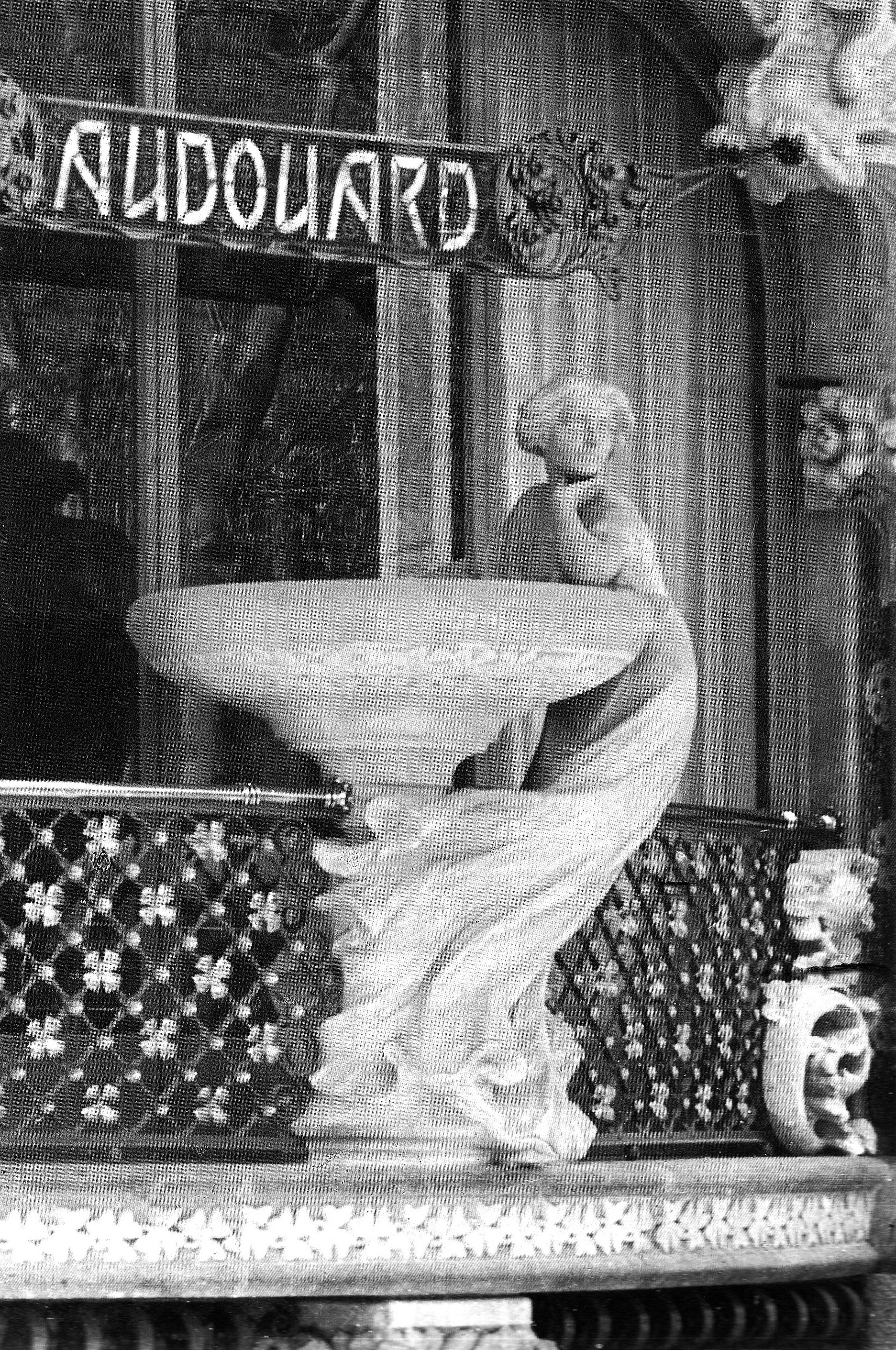
Sculptures d'Eusebi Arnau pour la Casa Lleó Morera, 1908.
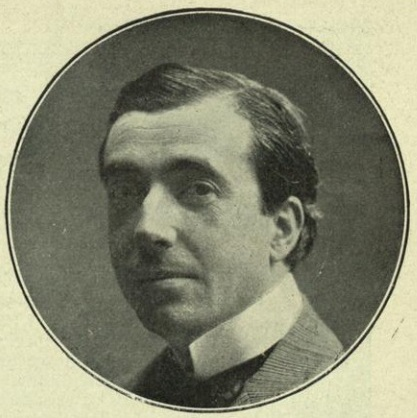
Le dramaturge Adrià Gual (ca), photographie publiée dans le no  84 de la revue Mercurio le 1er novembre 1908.
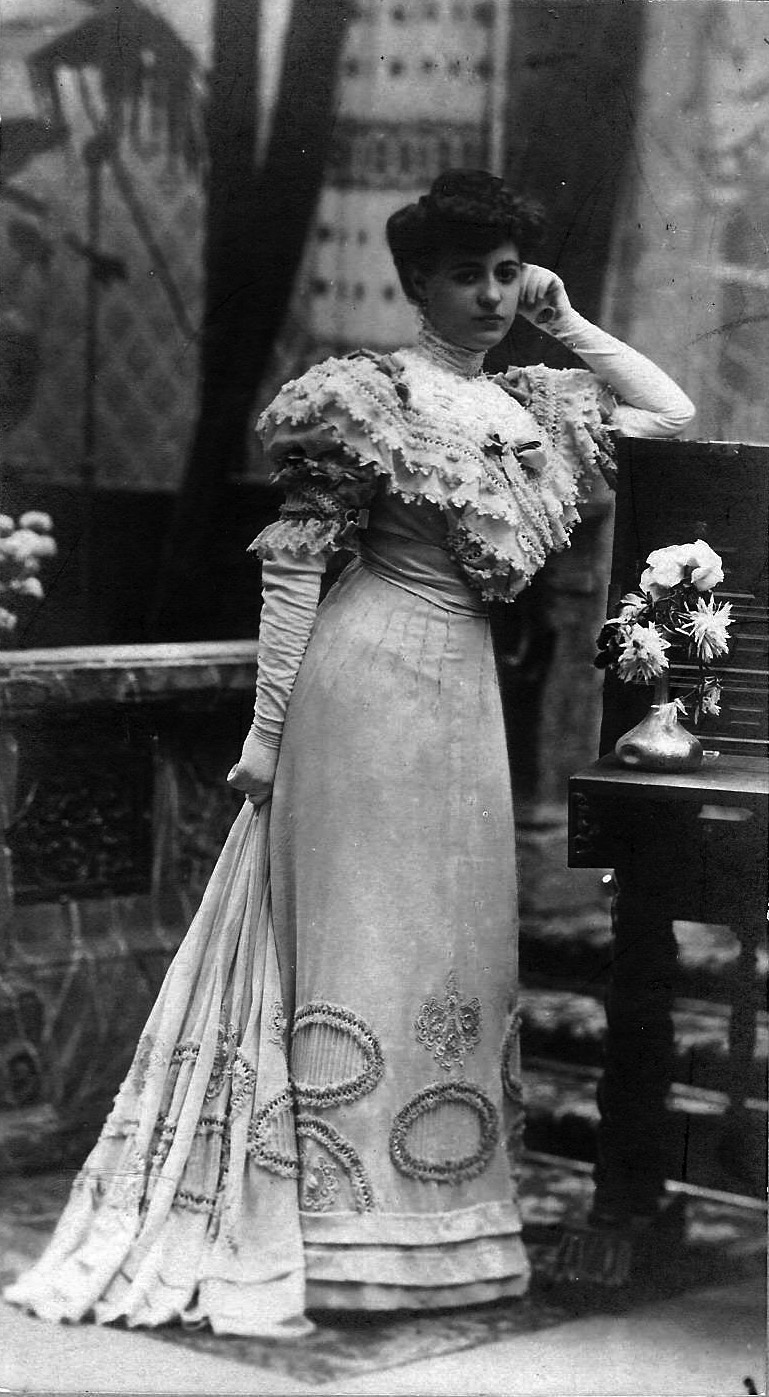
La cantatrice argentine Francisca Pomar de Maristany, 1906.
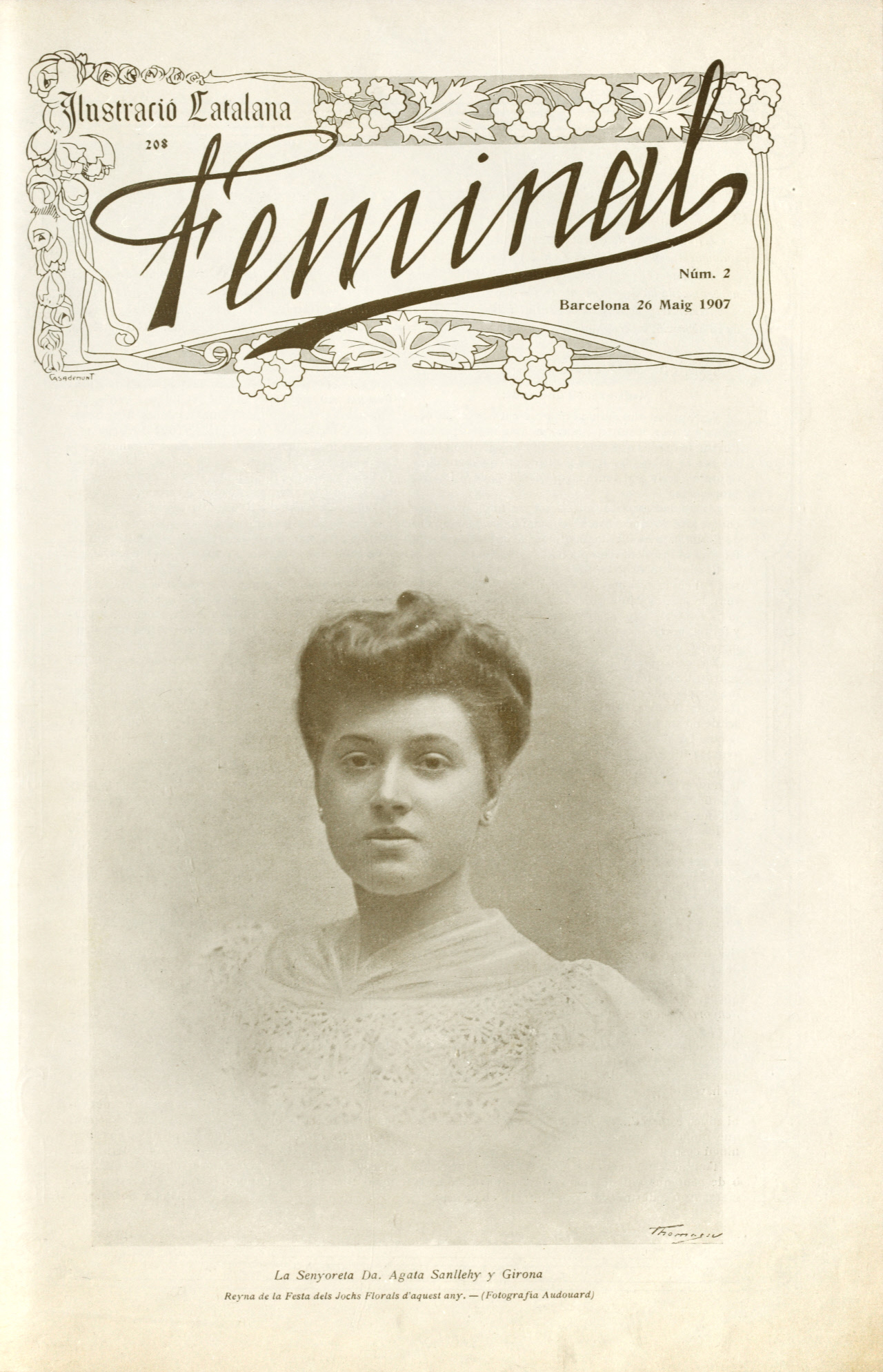
Agata Sanllehy y Girona, photographie publiée en couverture de la revue Feminal, 26 mai 1907.
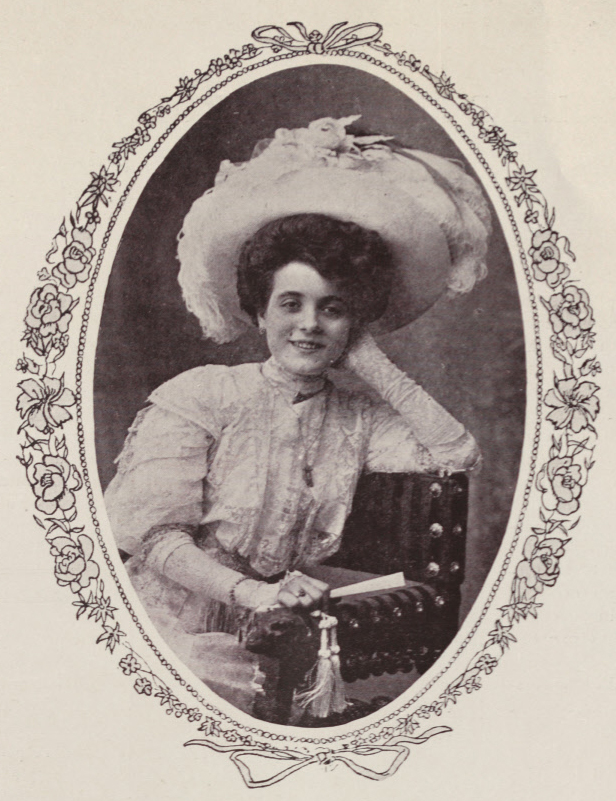
L'actrice Joana Tressols, photographie publiée dans la revue Feminal, 28 février 1909.
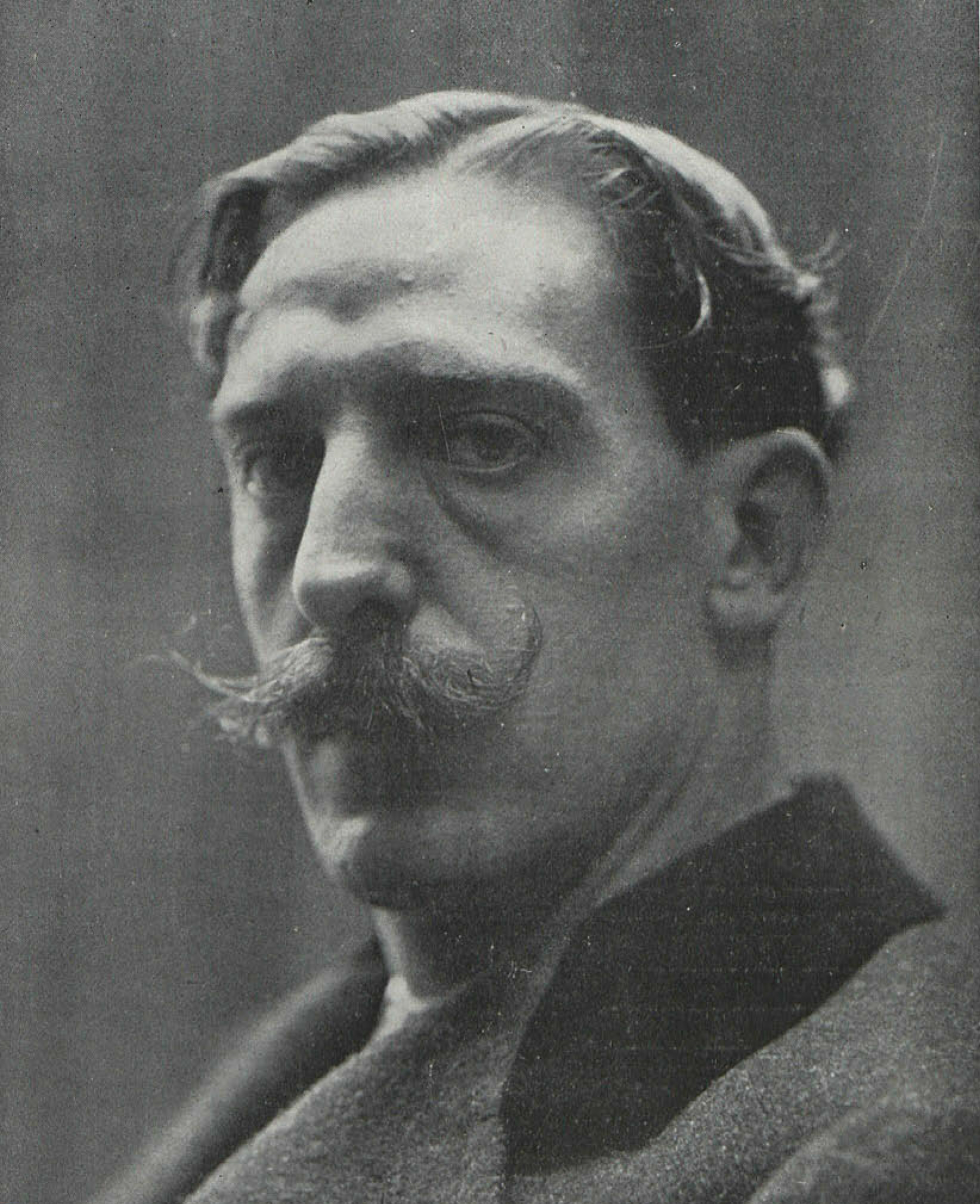
Le pianiste Joaquín Malats, photographie publiée en couverture de la revue La Actualidad, 8 mars 1910